# Devario
Devario ist eine Gattung der Bärblinge (Rasborinae). Die Süßwasserfische kommen auf dem Indischen Subkontinent, auf Sri Lanka und in Südostasien bis nach Thailand vor. Sie leben in fließenden und stehenden Gewässern, manchmal auch auf überfluteten Reisfeldern.

## Merkmale
Devario-Arten besitzen einen langgestreckten, seitlich stark abgeflachten Körper und erreichen eine Länge von drei cm bis 15 cm. Weibchen sind meist matter gefärbt als die Männchen, sind fülliger und werden etwas größer. Das Maul ist end- oder leicht oberständig. Es wird von ein bis zwei Paaren von Barteln flankiert, die jedoch auch reduziert sein oder ganz fehlen können. Die Seitenlinie ist im Unterschied zur reduzierten oder fehlenden Seitenlinie bei der Gattung Danio vollständig. Die Rückenflosse hat acht bis 17 geteilte Flossenstrahlen, die Afterflosse elf bis 17, immer mehr als bei der Gattung Danio.
Devario-Arten sind keine Schwarmfische im eigentlichen Sinn, leben aber in sozialen Verbänden, die in den mittleren und oberen Bereichen ihrer Heimatgewässer leben. Zur Fortpflanzung sondern sich jeweils ein Männchen und ein Weibchen kurzfristig ab.

## Arten

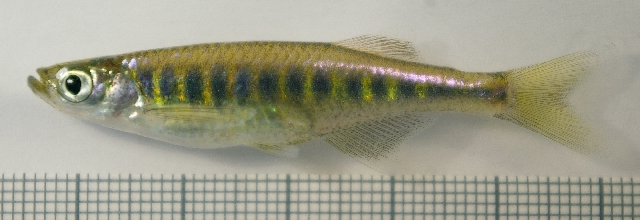
Devario auropurpureus

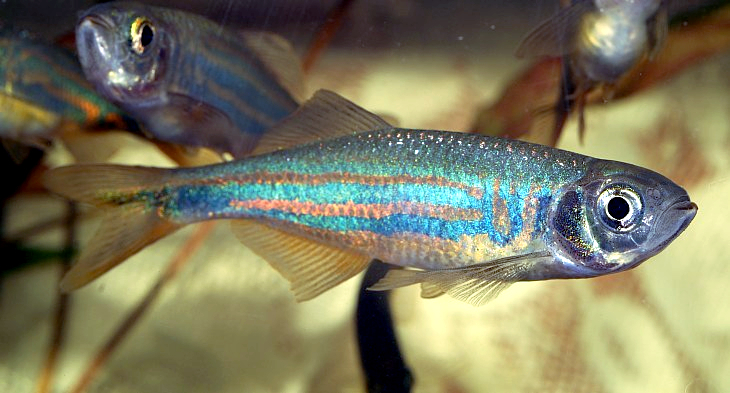
Devario sp.

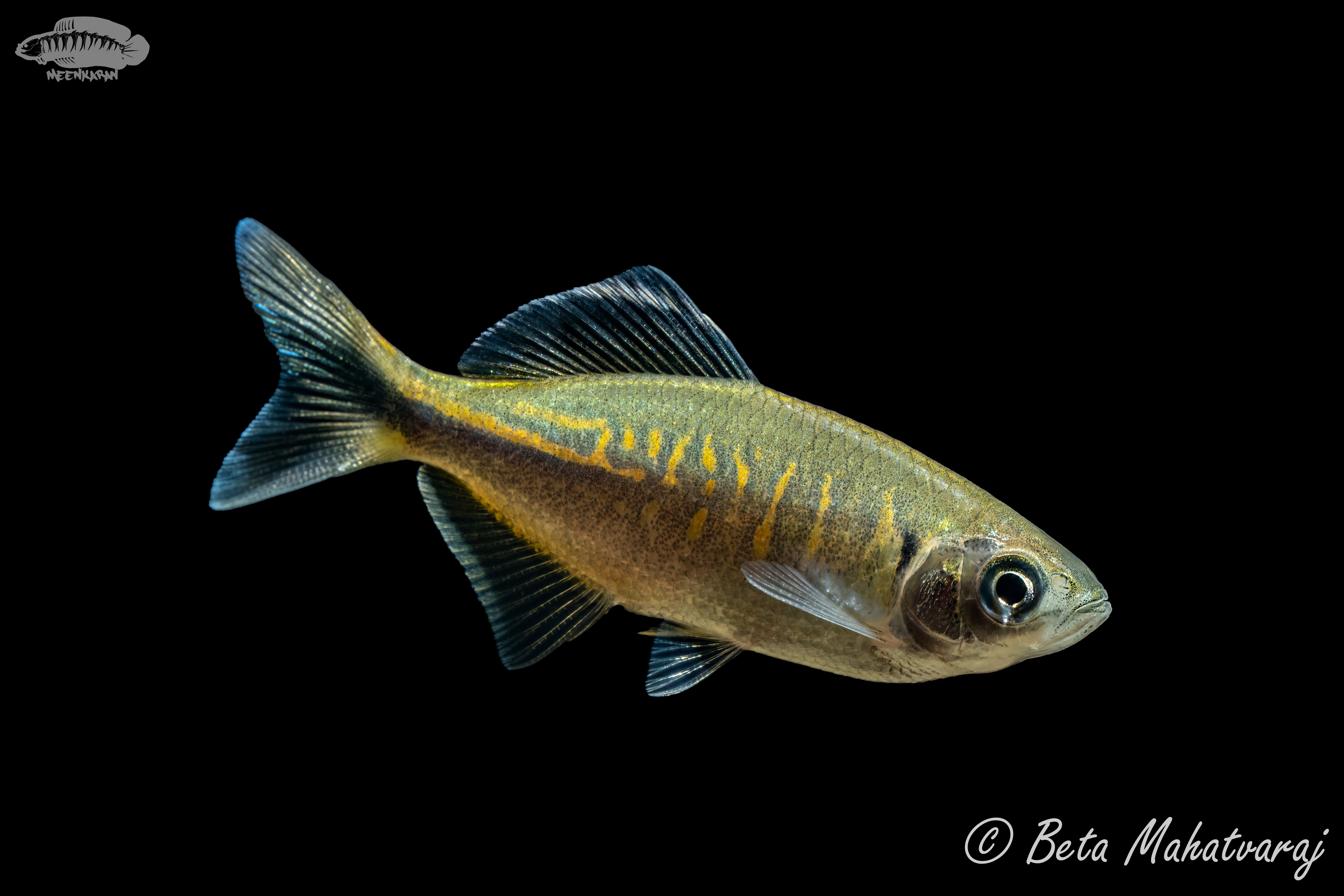
Devario devario

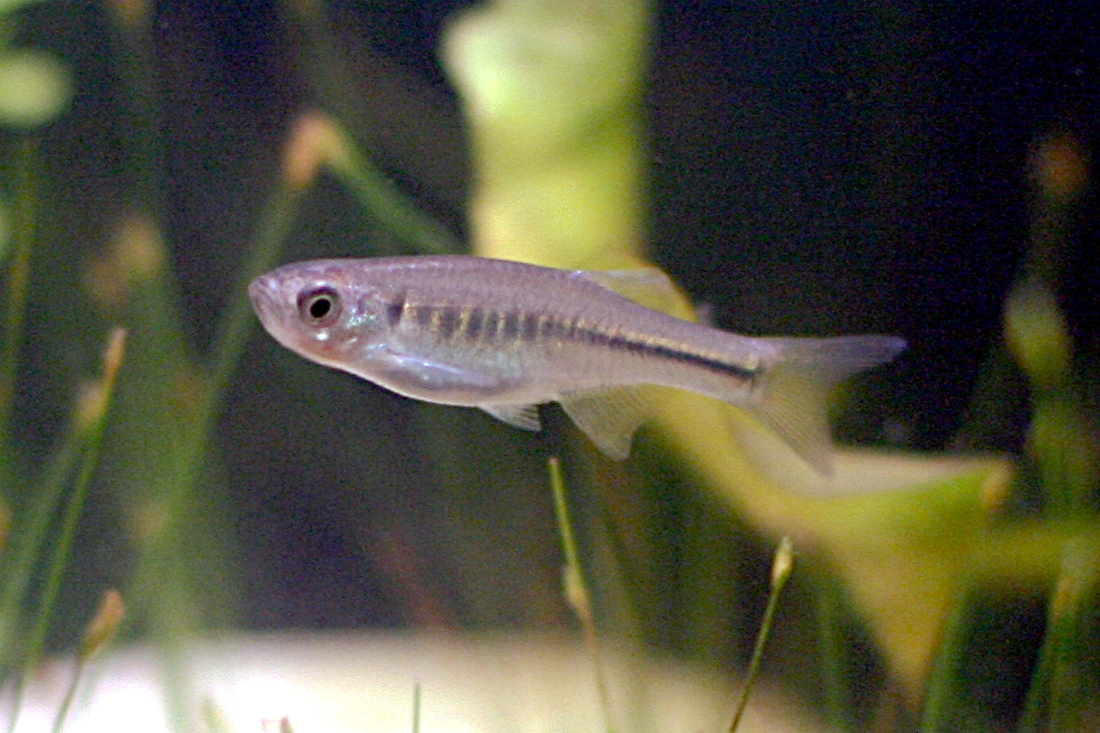
Devario maetaengensis

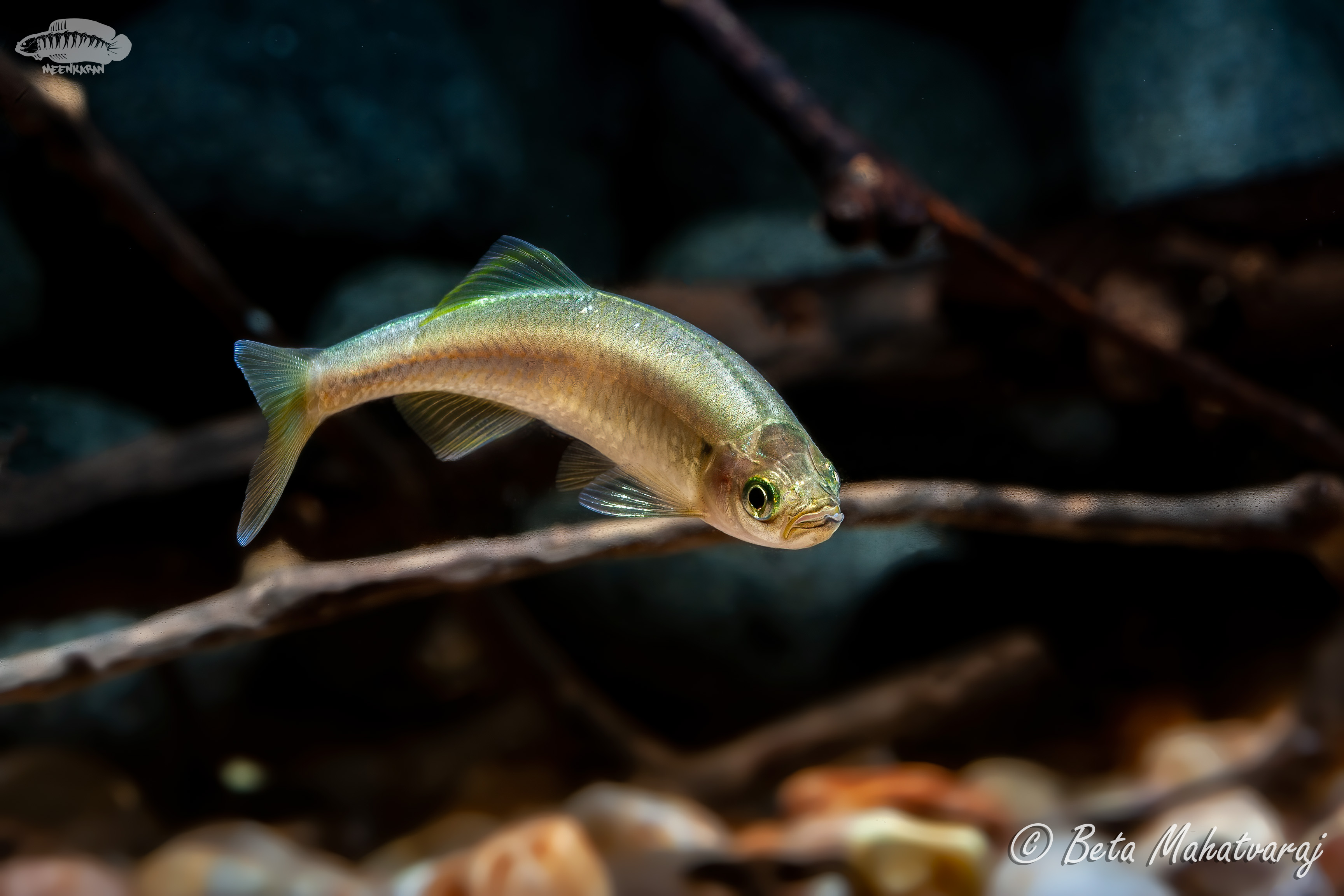
Devario neilgherriensis

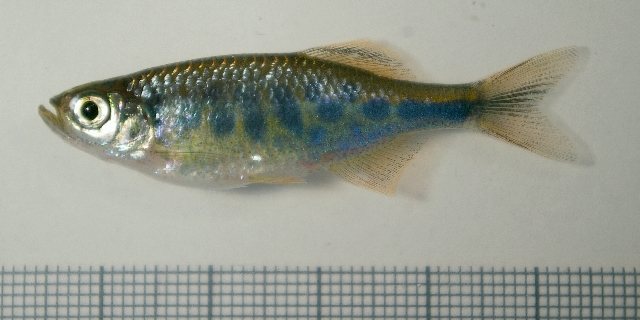
Devario pathirana

- Devario acrostomus (Fang y Kottelat, 1999)
- Devario acuticephala (Hora, 1921)
- Malabarbärbling (Devario aequipinnatus) (McClelland, 1839)
- Devario affinis (Blyth, 1860)
- Devario ahlanderi Kullander & Norén, 2022
- Devario annandalei (Chaudhuri, 1908)
- Devario anomalus Conway, Mayden & Tang, 2009
- Devario apogon (Chu, 1981)
- Devario apopyris (Fang y Kottelat, 1999)
- Devario assamensis (Barman, 1984)
- Devario auropurpureus (Annandale, 1918)
- Devario browni (Regan, 1907)
- Devario chrysotaeniatus (Chu, 1981)
- Devario coxi Kullander et al., 2017
- Devario deruptotalea Ramananda & Vishwanath, 2014
- Devario devario (Hamilton, 1822)
- Devario fangae Kullander, 2017
- Devario fangfangae (Kottelat, 2000)
- Devario fraseri (Hora, 1935)
- Devario gibber (Kottelat, 2000)
- Devario horai (Barman, 1983)
- Devario interruptus (Day, 1870)
- Devario jayarami (Barman, 1984)
- Devario kakhienensis (Anderson, 1879)
- Devario laoensis (Pellegrin y Fang, 1940)
- Devario leptos (Fang y Kottelat, 1999)
- Devario maetaengensis (Fang, 1997)
- Devario malabaricus (Jerdon, 1849)
- Devario manipurensis (Barman, 1987)
- Devario memorialis Sudasinghe et al., 2020
- Devario myitkyinae Kullander, 2017
- Devario naganensis (Chaudhuri, 1912)
- Devario neilgherriensis (Day, 1867)
- Devario ostreographus (McClelland, 1839)
- Pathiranas Bärbling (Devario pathirana) (Kottelat & Pethiyagoda, 1990)
- Devario peninsulae (Smith, 1945)
- Devario quangbinhensis (Nguyen, Le & Nguyen, 1999)
- Königsbärbling (Devario regina) (Fowler, 1934)
- Devario salmonata (Kottelat, 2000)
- Devario shanensis (Hora, 1928)
- Devario sondhii (Hora & Mukerji, 1934)
- Devario spinosus (Day, 1870)
- Devario strigillifer (Myers, 1924)
- Devario suvatti (Fowler, 1939)
- Devario xyrops Fang & Kullander, 2009
- Devario yuensis (Arunkumar & Tombi Singh, 1998)